# زی و شرکا
«زی و شرکا» (انگلیسی: Zee and Co.) یک فیلم به کارگردانی برایان جی هاتن است که در سال ۱۹۷۲ منتشر شد. از بازیگران آن می‌توان به الیزابت تیلور، مایکل کین، سوزانا یورک، و مارگارت لیتون اشاره کرد.